# Arabis auriculata
Arabis auriculata är en korsblommig växtart som beskrevs av Jean-Baptiste de Lamarck. Arabis auriculata ingår i släktet travar, och familjen korsblommiga växter. Inga underarter finns listade i Catalogue of Life.

## Bildgalleri

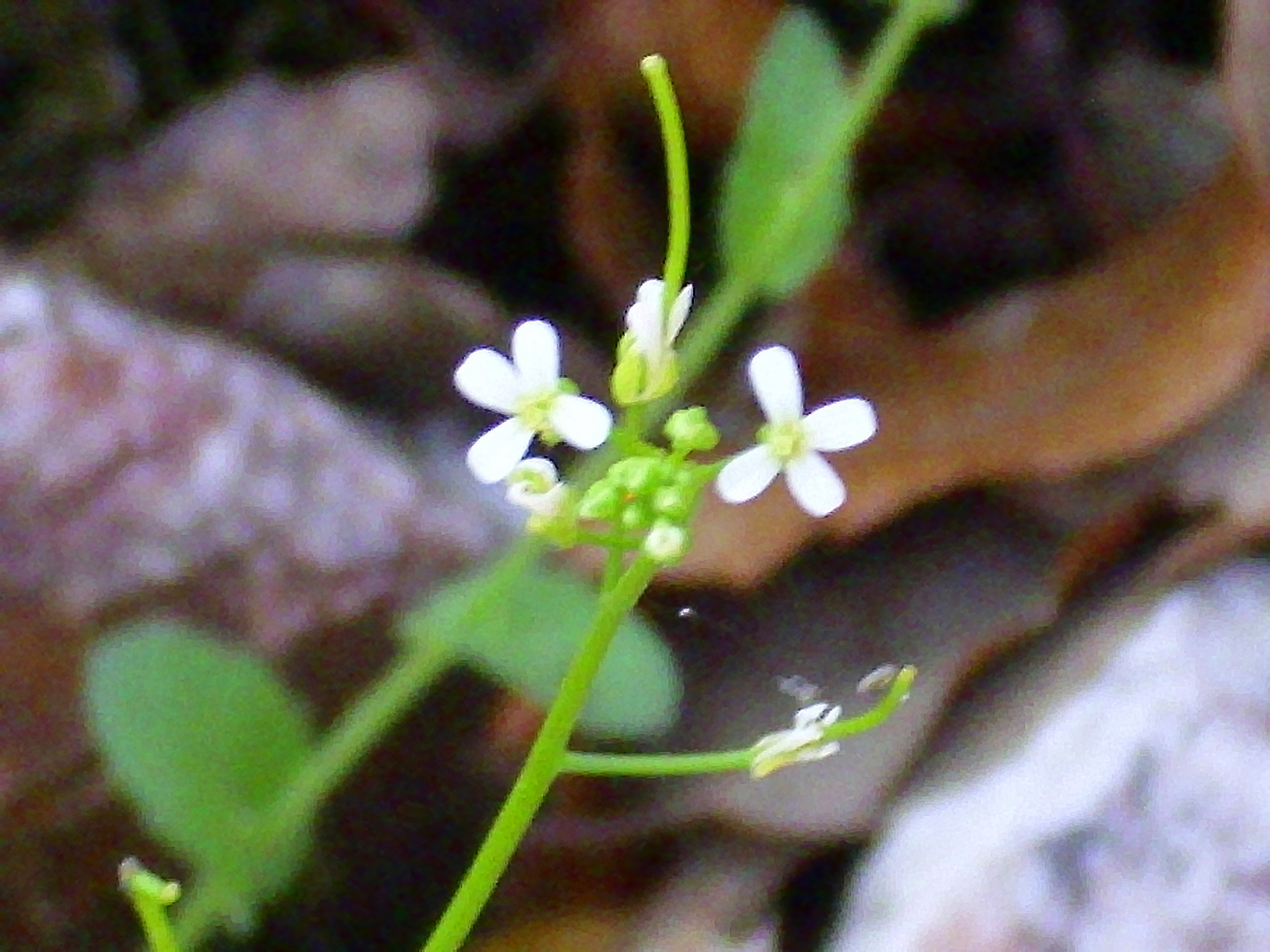
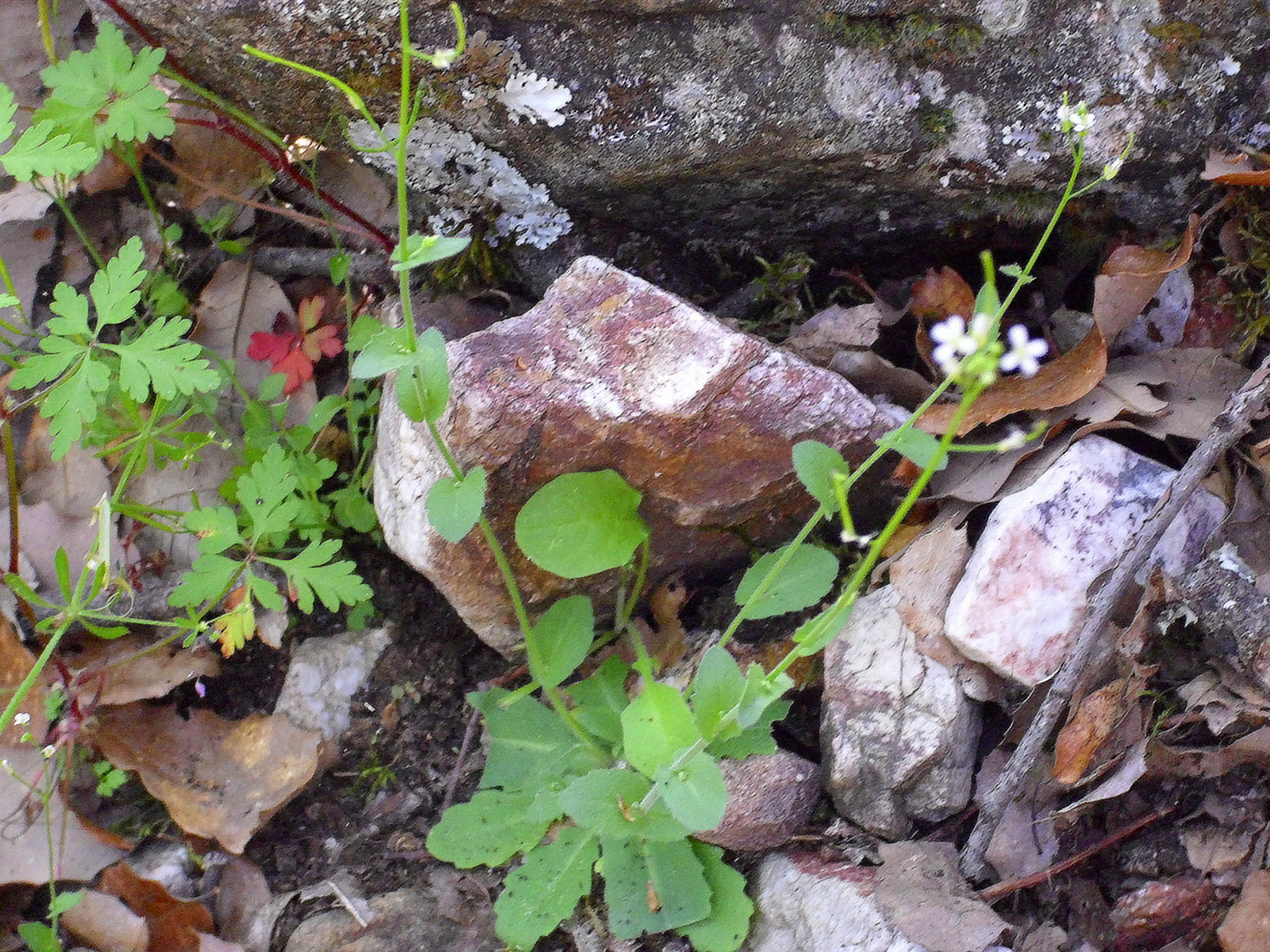
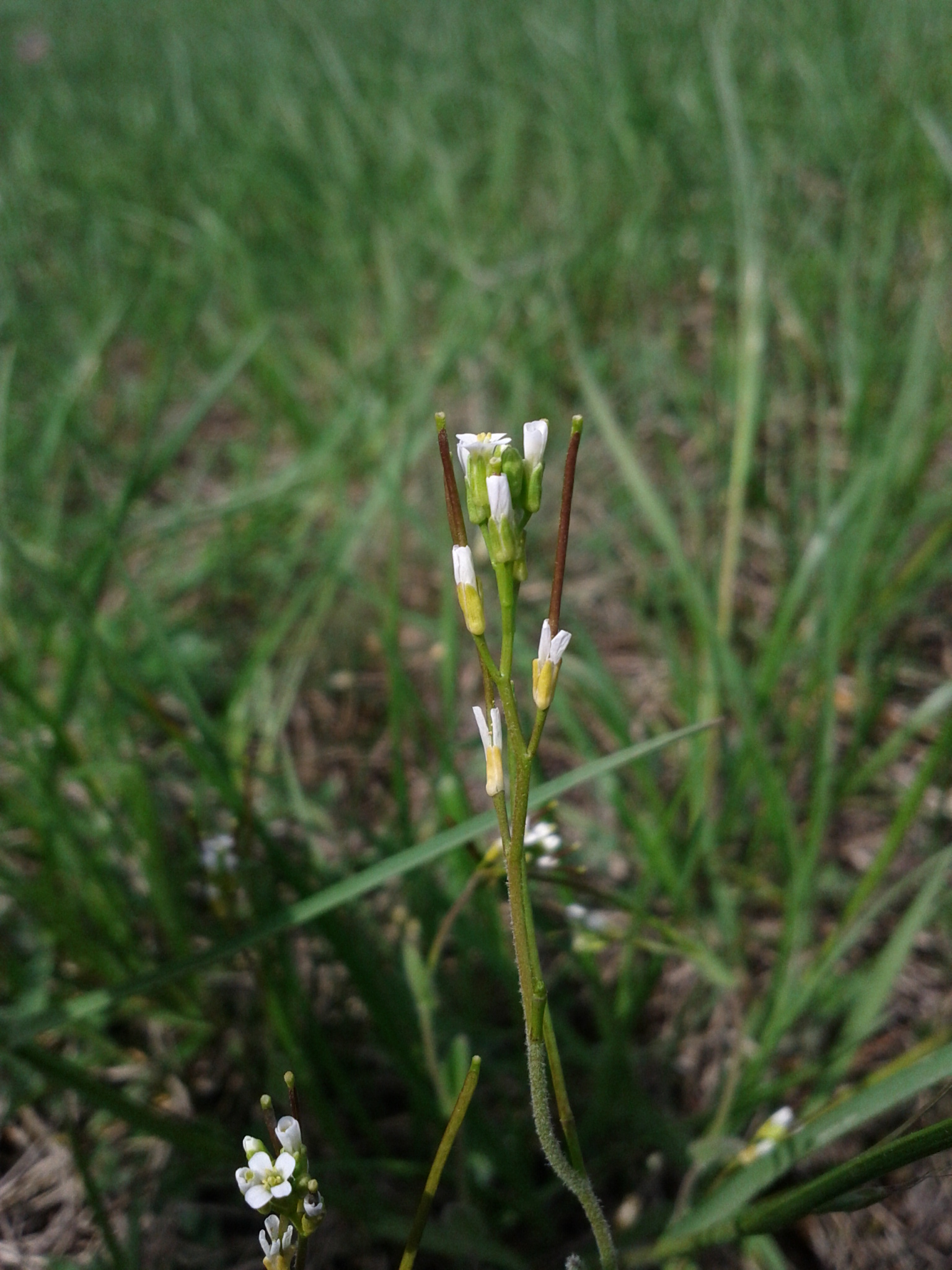
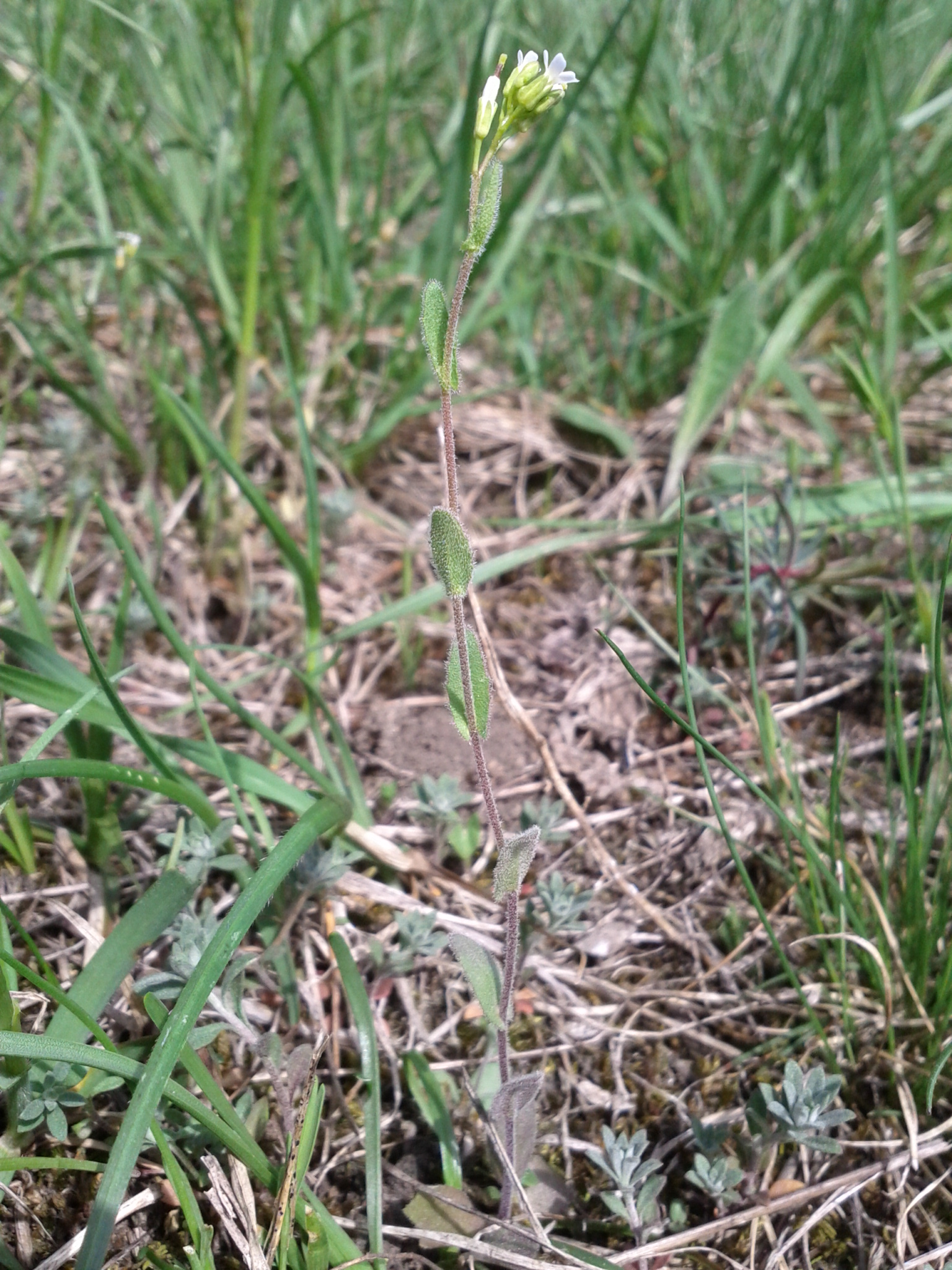
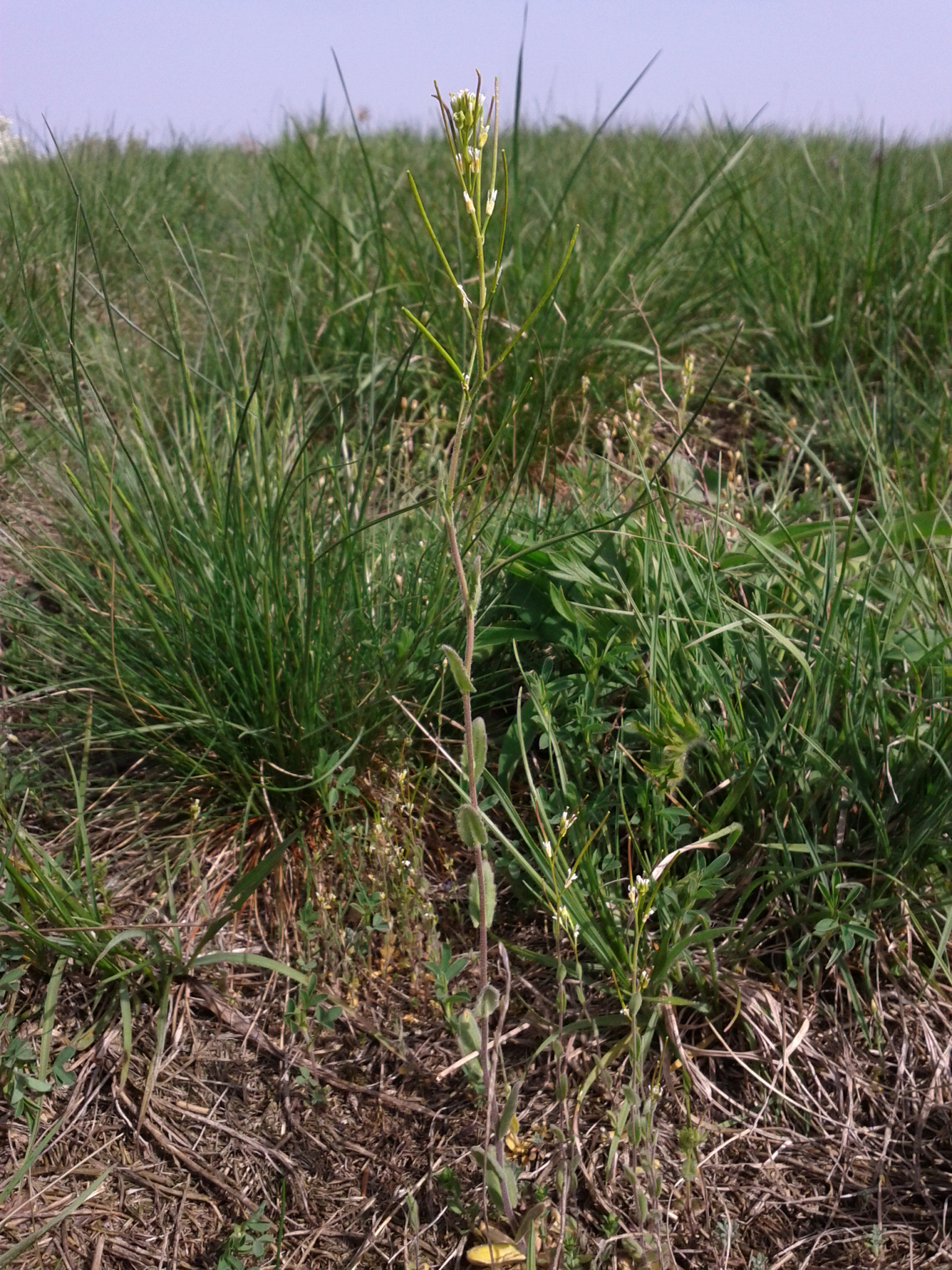
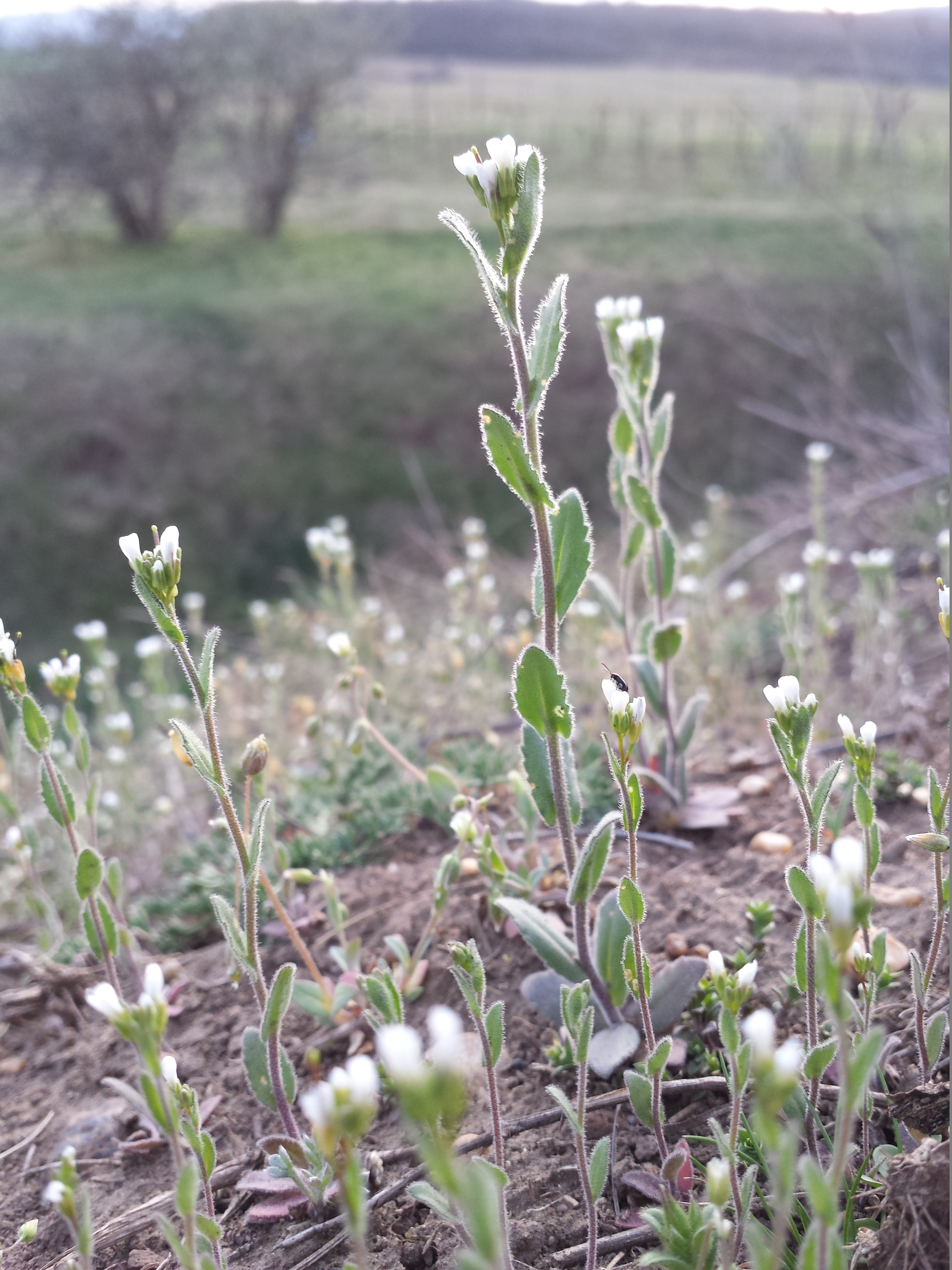